# Bleach (álbum)
Bleach é o álbum de estreia da banda grunge americana Nirvana, lançado a 15 junho de 1989, nos Estados Unidos, pela gravadora Sub Pop. As principais sessões de gravação ocorreram no Reciprocal Recording em Seattle, Washington, entre dezembro de 1988 e janeiro de 1989. Foi o único álbum da banda à contar com a presença de Chad Channing na bateria.
Bleach foi bem recebido pelos críticos, mas não alcançou as paradas americanas à época de seu lançamento original. O álbum foi relançado internacionalmente pela Geffen Records em 1992 após o sucesso do segundo álbum do Nirvana, Nevermind (1991). O relançamento estreou no 89º lugar na Billboard 200, e alcançou o 33º lugar na UK Albums Chart e o  34º lugar nas paradas australianas. Em 2009, a Sub Pop lançou uma edição comemorativa dos 20 anos do álbum contendo uma uma gravação ao vivo de uma apresentação do Nirvana de 1990 como material extra. Desde o seu lançamento em 1989, Bleach vendeu mais de 1,7 milhão de unidades nos Estados Unidos, e é o álbum mais vendido da Sub Pop.

## Gravação
Após o lançamento do seu compacto de estreia, "Love Buzz", pela Sub Pop, em novembro de 1988, o Nirvana ensaiou por duas ou três semanas, em preparação para a gravação de um álbum completo, embora a Sub Pop tivesse solicitado apenas um EP. As principais sessões de Bleach foram no Reciprocal Recording em Seattle, com o produtor local Jack Endino.
O Nirvana começou a gravação com uma sessão de cinco horas em 24 de dezembro de 1988. A banda gravou novamente entre 29 a 31 de dezembro e 14 e 24 de janeiro de 1989. Três das canções do álbum – "Floyd the Barber", "Paper Cuts" e "Downer" – tinham sido gravadas durante uma sessão anterior no Reciprocal Recording em 1988, com Dale Crover na bateria. Apesar das tentativas de regravá-las com Chad Channing, o novo baterista, a banda por fim decidiu remixar as versões gravadas com Crover para a versão final de Bleach. "Big Long Now" acabou omitida do álbum porque o vocalista/guitarrista Kurt Cobain sentiu que "já havia coisas lentas e pesadas o suficiente em Bleach'", de acordo com Endino. O álbum foi editado e as canções sequenciadas, mas o chefe da Sub Pop, Bruce Pavitt, solicitou que a ordem das canções fosse alterada, ao que a banda não se opôs. O álbum foi adiado por algum tempo até que a Sub Pop fosse capaz de garantir fundos suficientes para lançá-lo.
Endino faturou as 30 horas de gravação da banda no valor de US$ 606,17. Jason Everman, um guitarrista que ficou impressionado com a demo do Nirvana com Dale Crover, financiou a gravação. Em retribuição, Everman foi creditado como guitarrista no verso da capa do álbum, e ele também é o outro guitarrista na capa do álbum, apesar dele não tocar nenhuma canção nas gravações. No entanto, ele se juntou ao grupo como segundo guitarrista por um breve período.

## Música
De acordo com Cobain, a música em Bleach se adaptou ao gênero fortemente apoiado pela Sub Pop, o grunge. "Havia essa pressão da Sub Pop e da cena grunge para tocar 'rock'", disse Cobain, que também sentiu que tinha que se adequar às expectativas do som grunge  para construir uma base de fãs e, então, suprimiu os traços artísticos e pop de composição durante a elaboração do disco. Krist Novoselic disse em uma entrevista de 2001 para a Rolling Stone que a banda tinha tocado uma fita em sua van de turnê que tinha um álbum do The Smithereens em um lado, e, no outro, um álbum da banda de metal extremo Celtic Frost, e notou que a combinação, provavelmente, teve uma influência também. As canções foram descritas como "deliberadamente sombrias, claustrofóbicas, e liricamente esparsas, com nenhum dos desarranjos maníacos ou sensação de alívio da performance ao vivo". Cobain disse que as estruturas das canções eram "unidimensionais", e disse que procurou apresentar um "lado mais polido e urbano do feliz".
Descrevendo as várias canções de Bleach, Christopher Sandford escreveu: "'Paper Cuts' inclui uma melodia de influência folk e de ritmo pesado de um número anterior do Led Zeppelin; 'Mr. Moustache' dirigiu-se aos fãs masculinos do Nirvana; 'Downer' mostrou o mesmo desprezo excepcional para o público do grupo". Sandford sentiu que "School" – que apresenta apenas quatro linhas de composição – foi memorável pelo seu refrão que "serviu como um rompente". Enquanto que "Scoff" é "uma salva de despedida [para os pais de Cobain]", "Negative Creep" foi escrita por Cobain sobre ele mesmo. Segundo Sandford, "About a Girl" tem uma "melodia harmoniosa e refrão irônico". Na revista Sounds, Keith Cameron disse que a canção "era entusiasmante e empolgante porque era a natureza da música, mas havia também uma sensação quase palpável de perigo, que esta coisa toda poderia desmoronar a qualquer momento. Nunca havia qualquer relaxamento da primeira à última nota". Em seu livro, Nirvana: The Stories Behind Every Song, Chuck Crisafulli escreve que a canção "se destaca no cânone de Cobain como uma canção com uma gênese muito específica e um assunto muito real".
Em 1993, Cobain contou, à revista Spin, que, em Bleach, ele "não deu a mínima para o significado das letras", e afirmou que 80% das letras foram escritas na noite anterior à gravação. Ele, muitas vezes, trabalhava nas letras no caminho para o estúdio de gravação. Ele explicou: "Era como se eu estivesse irritado. Não sei com o quê. Vamos apenas gritar algumas letras negativas e, contanto que elas não sejam sexistas e não fiquem muito constrangedoras, então tudo bem. Eu não tenho apreço por nenhuma daquelas letras." O biógrafo do Nirvana, Michael Azerrad, notou que, no entanto, muitas das canções do álbum refletiam Cobain e diversos incidentes ocorridos em sua vida. "Mr. Moustache" foi inspirada pela aversão que Cobain tinha em relação ao comportamento "macho", enquanto que "School" foi  uma crítica da cena musical de Seattle, em especial a Sub Pop.

## Lançamento e promoção

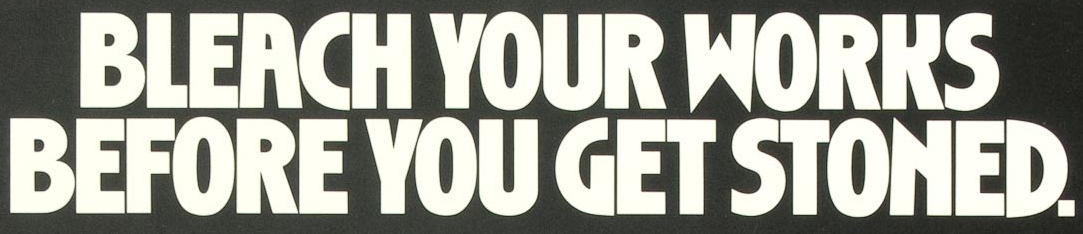
The text "Bleach your works before you get stoned" used on an AIDS prevention poster in the 1980s in the United States. The poster advised heroin addicts to bleach their needles before use. This poster inspired Nirvana to name their debut album Bleach.

O título de trabálho do álbum era Too Many Humans ["Humanos em excesso"]. Foi renomeado para Bleach depois de Cobain ver um cartaz de prevenção a AIDS enquanto o Nirvana dirigia por São Francisco. O cartaz aconselhava usuários de heroína a alvejar (desinfetar) [bleach] as agulhas antes do uso, apresentando o mote "bleach your works" (lit.: "alveje seus trabalhos", ou seja, as agulhas). A capa do álbum foi fotografada pela então namorada de Cobain, Tracy Marander, durante um concerto na galeria de arte Reko Muse, em Olympia, Washington.
O disco foi lançado pela Sub Pop, nos EUA, no dia 15 de junho de 1989 em LP, cuja primeira prensagem foi feita em vinil branco em tiragem limitada de 1000 cópias. A segunda prensagem foi feita em vinil preto, em tiragem limitada de 2000 cópias, incluindo um pôster do Nirvana/Sub Pop ou uma ficha em tamanho A4 do Sub Pop Singles Club.
No Reino Unido, o LP foi lançado em agosto de 1989, pela Tupelo, sendo 300 cópias em vinil branco e 2000 cópias em vinil verde-limão escuro, e cópias em vinil preto. A Tupelo também lançou o álbum em CD. A versão britânica do álbum (tanto em vinil, quanto em CD), continha a canção "Big Cheese" em vez de "Love Buzz" no repertório.
Devido a uma crescente insatisfação com Jason Everman durante a turnê do Bleach ainda nos EUA, o Nirvana cancelou as últimas poucas datas e voltou para Washington. À época, ninguém o avisou que fora demitido, ao passo que Everman posteriormente afirmou que ele deixou a banda.
Embora a Sub Pop não tenha promovido o Bleach tanto quanto seus outros lançamentos, o álbum teve vendagem estável. Entretanto, Cobain se irritou com a carência de promoção e distribuição do álbum por parte da gravadora.
Em abril de 1992, acompanhando o sucesso do segundo álbum do Nirvana, o Nevermind, a Sub Pop lançou uma versão remasterizada digitalmente do Bleach em LP, CD e cassete, com duas faixas extras ("Big Cheese" e "Downer", sendo esta, até então, faixa bônus das versões em CD). A Geffen Records, por sua vez, ficou a cargo do lançamento internacional do álbum, quando foi finalmente lançado no Brasil.
Em 2009, A Sub Pop lançou uma versão deluxe do álbum, comemorativa do 20 aniversário, em vinil duplo e em CD, remasterizada das fitas originais por George Marino, contendo como faixas extras uma gravação ao vivo de um show de 1990 em Pine Street Theatre, Portland, Oregon.

## Recepção
| Críticas profissionais | Críticas profissionais |
| Pontuações agregadas   | Pontuações agregadas   |
| Fonte                  | Avaliação              |
| ---------------------- | ---------------------- |
| Metacritic             | 85/100                 |
| Avaliações da crítica  |                        |
| Fonte                  | Avaliação              |
| About.com              | [ 10 ]                 |
| Allmusic               | [ 1 ]                  |
| BBC Music              | (favorável)            |
| Drowned In Sound       | [ 12 ]                 |
| Kerrang!               | [ 13 ]                 |
| NME                    | [ 14 ]                 |
| Pitchfork Media        | [ 15 ]                 |
| Rolling Stone          | [ 16 ]                 |

O álbum teve uma boa vendagem para os padrões da Sub Pop à epoca, e recebeu resenhas positivas quando foi lançado. Anthony Carew do About.com disse que o álbum "define/definiu toda a década de 90" e lhe deu quatro de cinco estrelas. Stephen Thomas Erlewine do Allmusic deu ao álbum três estrelas e meia de cinco possíveis, notando que "Kurt Cobain dá sinais da sua considerável habilidade de compor canções, particularmente na balada em tom menor 'About a Girl' e na batida densa de 'Blew'". Também disse que "é uma estreia de uma banda que mostra potencial mas ainda não o atingiu." Edwin Pouncey, da NME, disse que o álbum é o "maior, e melhor som que a Sub Pop conseguiu desenterrar até agora. Tão primitivo que conseguiram fazer com que seus colegas de gravadora Mudhoney soem como o Genesis (...)", dando-lhe a nota oito de dez. Bleach foi considerado pela revista Rolling Stone como "um êxito moderado de radio universitária e do circuito DIY/underground."
Antes do Nevermind ser lançado, Bleach tinha vendido 40.000 unidades na América do Norte. O relançamento de 1992 teve um êxito maior nas paradas, com Bleach alcançando a posição 89 na Billboard 200, posição 33 no UK Albums Chart (Reino Unido), número 34 na Australian Recording Industry Association chart, e número 24 nas paradas finlandesas. A morte de Kurt Cobain em 1994 também levou a um ressurgimento de popularidade, com Bleach entrando na parada Top Pop Catalog na posição seis, na semana seguinte à sua morte, e finalmente conseguindo o primeiro lugar em 7 de Maio. A versão de 2009 atingiu o sétimo lugar nas paradas da Billboard Catalog Albums. Bleach foi certificado como álbum de platina pela Recording Industry Association of America em Fevereiro de 1995, e vendeu cerca de 1.7 milhões de unidades nos Estados Unidos. Também teve a certificação de disco de ouro pela Canadian Recording Industry Association. É o lançamento mais vendido Sub Pop.

## Faixas
O álbum original, lançado em vinil em 1989, continha somente onze faixas.
A reedição em CD incluiu as faixas "Big Cheese", que fora lançada como lado-B do single Love Buzz, e "Downer".
Todas as canções foram escritas por Kurt Cobain, exceto onde indicado:

### Vinil original
Lado A
| N.º | Título             | Compositor(es)     | Duração |  |
| 1.  | "Blew"             |                    | 2:55    |  |
| 2.  | "Floyd The Barber" |                    | 2:18    |  |
| 3.  | "About A Girl"     |                    | 2:48    |  |
| 4.  | "School"           |                    | 2:42    |  |
| 5.  | "Love Buzz"        | Robbie van Leeuwen | 3:35    |  |
| 6.  | "Paper Cuts"       |                    | 4:16    |  |

Lado B
| N.º | Título           | Compositor(es) | Duração |  |
| 1.  | "Negative Creep" |                | 2:56    |  |
| 2.  | "Scoff"          |                | 4:10    |  |
| 3.  | "Swap Meet"      |                | 3:03    |  |
| 4.  | "Mr. Moustache"  |                | 3:24    |  |
| 5.  | "Sifting"        |                | 5:22    |  |

### Reedição comemorativa do 20º aniversário
| Bleach |                    |                    |         |  |
| N.º    | Título             | Compositor(es)     | Duração |  |
| 1.     | "Blew"             |                    | 2:54    |  |
| 2.     | "Floyd The Barber" |                    | 2:18    |  |
| 3.     | "About A Girl"     |                    | 2:48    |  |
| 4.     | "School"           |                    | 2:42    |  |
| 5.     | "Love Buzz"        | Robbie van Leeuwen | 3:35    |  |
| 6.     | "Paper Cuts"       |                    | 4:06    |  |
| 7.     | "Negative Creep"   |                    | 2:56    |  |
| 8.     | "Scoff"            |                    | 4:10    |  |
| 9.     | "Swap Meet"        |                    | 3:03    |  |
| 10.    | "Mr. Moustache"    |                    | 3:24    |  |
| 11.    | "Sifting"          |                    | 5:22    |  |
| 12.    | "Big Cheese"       |                    | 3:44    |  |
| 13.    | "Downer"           |                    | 1:44    |  |

| Ao vivo em Pine Street Theatre, em Portland, Oregon - 2 de fevereiro de 1990 |                    |                             |         |  |
| N.º                                                                          | Título             | Compositor(es)              | Duração |  |
| 14.                                                                          | "Intro"            |                             | 0:53    |  |
| 15.                                                                          | "School"           |                             | 2:36    |  |
| 16.                                                                          | "Floyd The Barber" |                             | 2:17    |  |
| 17.                                                                          | "Dive"             |                             | 3:42    |  |
| 18.                                                                          | "Love Buzz"        | Robbie van Leeuwen          | 2:58    |  |
| 19.                                                                          | "Spank Thru"       |                             | 2:59    |  |
| 20.                                                                          | "Molly's Lips"     | Eugene Kelly; Frances Mckee | 2:16    |  |
| 21.                                                                          | "Sappy"            |                             | 3:19    |  |
| 22.                                                                          | "Scoff"            |                             | 3:52    |  |
| 23.                                                                          | "About A Girl"     |                             | 2:28    |  |
| 24.                                                                          | "Been A Son"       |                             | 2:00    |  |
| 25.                                                                          | "Blew"             |                             | 4:31    |  |

- A faixa "Molly's Lips" da gravação ao vivo já havia sido lançada, em outra mixagem, num compacto dividido (split single) com a banda The Fluid, em 1991, pela Sub Pop.

## Ficha técnica

### Nirvana
- Kurt Cobain – voz, guitarra (creditado como "Kurdt Kobain")
- Krist Novoselic – baixo (creditado como "Chris Novoselic")
- Chad Channing – bateria
- Dale Crover – bateria em "Floyd the Barber", "Paper Cuts" e "Downer"

### Produção
- Jack Endino – produtor, engenheiro
- Jane Higgins – execução
- Tracy Marander – fotografia
- Charles Peterson – fotografia
- Lisa Orth – design

## Certificações
| Região                | Certificação | Vendas/remessas |
| --------------------- | ------------ | --------------- |
| Canadá (Music Canada) | Ouro         | 50,000          |
| França (SNEP)         | 2x Ouro      | 200,000         |
| Poland (ZPAV)         | Ouro         | 50,000          |
| Reino Unido (BPI)     | Platina      | 300,000         |
| Estados Unidos (RIAA) | Platina      | 1,000,000       |